# Superga

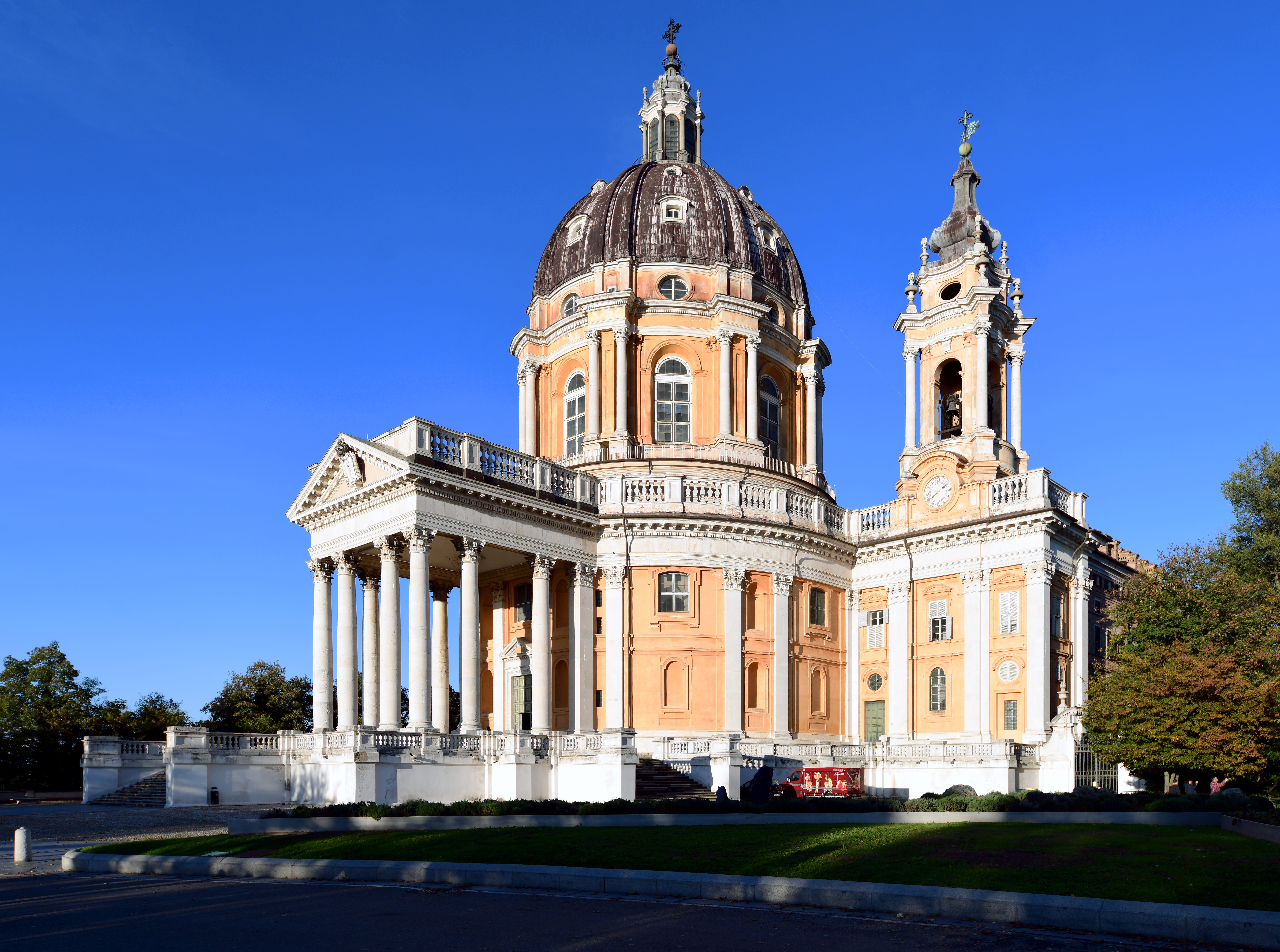
Die Superga bei Turin

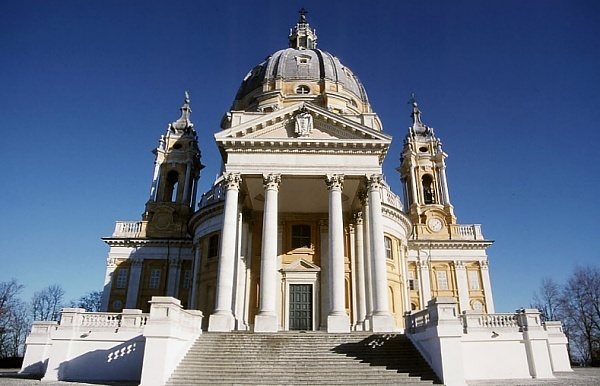
Blick auf die Eingangsfront

Die nach ihrem Standort benannte Superga, eigentlich Basilica della Natività di Maria Vergine, ist eine bedeutende Wallfahrtskirche bei Turin in Italien.

## Die Geschichte der Kirche
Vom Ort der heutigen Kirche beobachtete der Herzog Viktor Amadeus II. am 2. September 1706 die Belagerung des nahen Turin und gelobte der Gottesmutter, ihr den Bau einer Kirche an dieser Stelle zu widmen, wenn Turin befreit würde. Nachdem die Stadt tatsächlich nicht erobert wurde, war Viktor Amadeus darum bemüht, sein Versprechen einzulösen und damit begannen ab 1716 die Bauarbeiten an der Kirche, die bis 1731 dauern sollten. Als ausführender Architekt wurde Filippo Juvarra gewonnen, der zu dieser Zeit der einflussreichste Baumeister Savoyens werden sollte und hier sein erstes Großprojekt führte.
Die Kirche steht an imposanter Stelle hoch über der Stadt Turin – bei gutem Wetter sind die Alpen von hier zu sehen – und gehört zu den bedeutendsten Werken Juvarras. Die Superga ist ein Meisterwerk des Barocks und eine Synthese der Baukunst. Drei Freitreppen führen zur feierlichen Portikus, diese bildet den Eingang in das kuppelüberwölbte Gotteshaus und erinnert so an das Pantheon, während die mächtige, 75 m hohe Kuppel jener des Petersdoms nachempfunden ist.
Auch wenn einzelne Architekturelemente zum altbekannten Repertoire der Zeit gehören: mit seiner Verwendung farbiger Materialien und dem Bezug auf die Landschaft folgt Juvarra hier den zukunftsweisenden Bauideen des 18. Jahrhunderts.
Die Wirkung der Kirche, oben auf dem Berg mit den die Kuppel rahmenden Glockentürmen, ähnelt einem anderen Sakralbau der Zeit: da Juvarra im Laufe seiner Karriere mehrere ausgedehnte Europareisen unternahm, ist eine gegenseitige stilistische Beeinflussung mit der Stiftskirche in Melk durchaus nicht ausgeschlossen. Hier wie dort ist die Kirche in den Klosterbezirk einbezogen und erstreckt sich von der Fassadenachse aus weit in die Tiefe. Die Ähnlichkeit der beiden Anlagen ist zumindest in der Frontansicht verblüffend und der vermittelte Eindruck ähnlich.

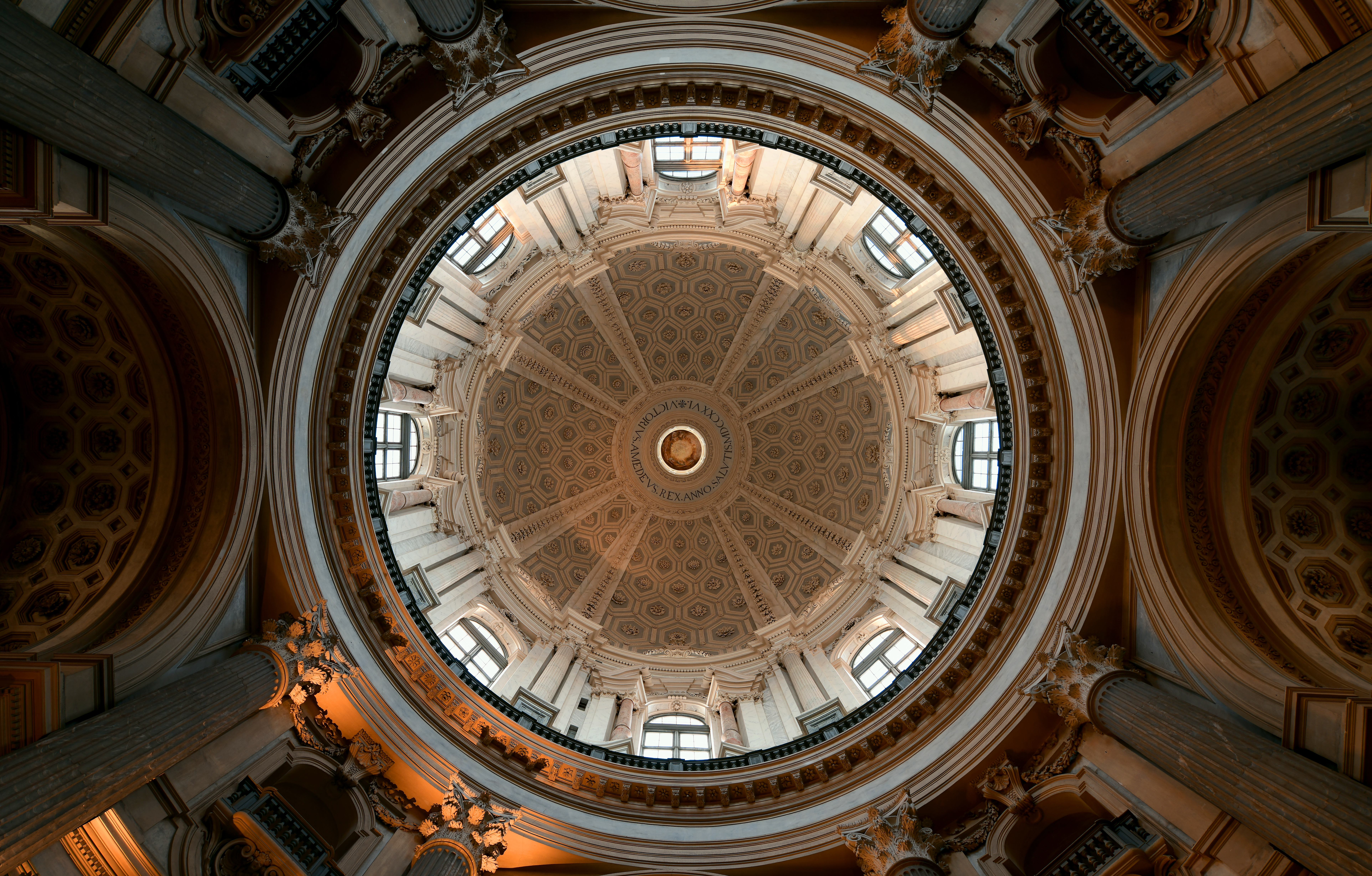
Blick in die Kuppel der Superga

Für den Bau der Kirche mussten große Mengen Erde bewegt werden, um auf dem abschüssigen Gelände eine freie Ebene zu schaffen. Der Bau ragt bis zur Spitze des Kuppelkreuzes 75 Meter hoch, ist 51 Meter tief und 34 Meter breit.
Die Bezeichnung als basilica bezieht sich nicht auf den Bautyp Basilika, sondern den kirchlichen Rang des Gotteshauses.
Die Kirche ist vielmehr ein Zentralbau mit Chorraum und anschließendem, von drei Gebäudeflügeln umstellten Hof. Das Innere des Kirchbaus wurde mit reichen Kapellen gegliedert und ist mit Skulpturen, Malereien und Stuckaturen geschmückt. In der Sakramentskapelle ist eine hölzerne Marienstatue aufgestellt, vor welcher Viktor Amadeus II. angeblich sein Gelübde ablegte. In der Kirche befindet sich außerdem eine bedeutende Krypta; da die Superga den Savoyern auch als Mausoleum diente, finden sich hier die Gräber mehrerer dutzend Angehöriger des Adelshauses.
Auf die Kirche läuft von der Stadtmitte aus ein 12 km langer, eine Sichtachse bildender Straßenzug (Corso Francia u. a.) zu. Vom Fuß des Berges aus kann sie mit der Zahnradbahn Sassi–Superga erreicht werden.

## Grabstätte des Hauses Savoyen
Folgende Mitglieder des Hauses Savoyen sind hier bestattet:
1. Prinzessin Maria Anna (15.8.1687–18.4.1690) – (Tochter von König Viktor Amadeus II.)
2. Prinz Emanuele Filiberto (01.12.1705–19.12.1705) – (Sohn von König Viktor Amadeus II.)
3. Prinz Viktor Amadeus (06.05.1699–22.03.1715) – (Sohn von König Viktor Amadeus II.)
4. Christina von Sulzbach (05.02.1704–12.03.1723) – (erste Gemahlin von König Karl Emmanuel III.)
5. Prinz Viktor Amadeus (07.03.1723–01.08.1725) – (Sohn von König Karl Emmanuel III.)
6. Anne Marie von Orléans (11.05.1669–26.08.1728), Königin von Sardinien – (erste Gemahlin von König Viktor Amadeus II.)
7. Viktor Amadeus II., König von Sardinien (14.05.1666–31.10.1732)
8. Polyxena Christina von Hessen-Rheinfels-Rotenburg, Königin von Sardinien (21.09.1706–13.01.1735) – (zweite Gemahlin von König Karl Emmanuel III.)
9. Elisabeth Therese von Lothringen Königin von Sardinien (15.01.1711–03.07.1741) – (dritte Gemahlin von König Karl Emmanuel III.)
10. Prinzessin Maria Luisa (25.03.1729–22.06.1767) – (Tochter von König Karl Emmanuel III.)
11. Anna Teresa Canalis di Cumiana, Königin von Sardinien (23.04.1680–13.04.1769) – (zweite Gemahlin von König Viktor Amadeus II.)
12. Karl Emmanuel III., König von Sardinien (27.4.1701–20.2.1773)
13. Prinz Carlo Romualdo (22.07.1733–28.12.1733) – (Sohn von König Karl Emmanuel III.)
14. Prinz Emanuele Filiberto (17.05.1731–23.04.1735) – (Sohn von König Karl Emmanuel III.)
15. Prinzessin Maria Vittoria (21.06.1740–14.07.1742) – (Tochter von König Karl Emmanuel III.)
16. Prinz Carlo Francesco (01.12.1738–25.03.1745) – (Sohn von König Karl Emmanuel III.)
17. Prinzessin Maria Elisabetta Carlotta (16.07.1752–17.04.1753) – (Tochter von König Viktor Amadeus III.)
18. Prinz Amedeo Alessandro (05.10.1754–29.04.1755) – (Sohn von König Viktor Amadeus III.)
19. Prinzessin Maria Cristina (21.11.1760–19.05.1768) – (Tochter von König Viktor Amadeus III.)
20. Prinzessin Eleonore Teresa (28.02.1728–15.08.1781) – (Tochter von König Karl Emmanuel III.)
21. Maria Antonia, Königin von Sardinien (17.11.1729–19.09.1785) – (Gemahlin von König Viktor Amadeus III.)
22. Viktor Amadeus III., König von Sardinien (26.6.1726–16.10.1796)
23. eine unbenannte Prinzessin (20.12.1800–04.01.1801) – (Tochter von König Viktor Emanuel I.)
24. Prinzessin Maria Felicta (19.03.1730–13.05.1801) – (Tochter von König Karl Emmanuel III.)
25. Prinzessin Maria Adelaida (01.10.1794–09.03.1802) – (Tochter von König Viktor Emanuel I.)
26. Prinz Benedetto Maurizio, Herzog von Chablais (21.06.1741–04.01.1808) – (Sohn von König Karl Emmanuel III.)
27. Viktor Emanuel I., König von Sardinien (24.07.1759–10.01.1824)
28. Prinzessin Maria Anna (17.12.1757–11.12.1824) – (Gemahlin von Prinz Benedetto Maurizio)
29. Prinzessin Maria Cristina (04.07.1826–25.07.1827) – (Tochter von König Karl Albert)
30. Maria Theresia von Österreich-Este, Königin von Sardinien (01.11.1773–29.03.1832) – (Gemahlin von König Viktor Emanuel I.)
31. Karl Albert, König von Sardinien (2.10.1798–28.7.1849)
32. ein unbenannter Sohn (06.07.1852–11.07.1852) – (Sohn von König Viktor Emanuel II.)
33. Prinz Carlo Alberto (02.06.1851–28.06.1854) – (Sohn von König Viktor Emanuel II.)
34. Maria Teresa von Österreich-Toskana, Königin von Sardinien (21.03.1801–12.01.1855) – (Gemahlin von König Karl Albert)
35. Adelheid Österreich, Königin von Sardinien (03.06.1822–20.01.1855) – (Gemahlin von König Viktor Emanuel II.)
36. Fernando Maria (15.11.1822–10.02.1855) – (Sohn von König Karl Albert)
37. Prinz Viktor Emanuel (18.01.1855–17.05.1855) – (Sohn von König Viktor Emanuel II.)
38. Prinz Oddone (11.07.1846–22.01.1866) – (Sohn von König Viktor Emanuel II.)
39. Maria Vittoria del Pozzo, Königin von Spanien (09.08.1847–08.11.1876) – (erste Gemahlin von König Amadeus I.)
40. Amadeus I., König von Spanien (30.05.1845–18.01.1890)
41. Napoléon Joseph Bonaparte (09.09.1822–18.03.1891) – (Gemahl von Prinzessin Clotilde)
42. Prinzessin Clotilde (02.03.1843–25.6.1911) – (Tochter von König Viktor Emanuel II.)
43. Maria Pia von Savoyen, Königin von Portugal (16.10.1847–05.07.1911) – (Gemahlin von König Ludwig I. von Portugal)
44. Elisabeth von Sachsen (04.02.1830–14.08.1913) – (Gemahlin von Prinz Ferdinando)
45. Maria Letizia Bonaparte (20.11.1866–25.10.1926) – (zweite Gemahlin von König Amadeus I.)
46. Tomislav II., König von Kroatien (09.03.1900–29.01.1948)
47. Irene von Griechenland (13.02.1904–15.04.1974) – (Gemahlin von König Tomislav II.)
48. Prinzessin Jolanda Margherita, Gräfin von Bergolo (01.06.1901–16.10.1986) – (Tochter von König Viktor Emanuel III.)
49. Amadeus von Savoyen-Aosta (27.09.1943–01.06.2021) – (Sohn von König Tomislav II.)
50. Viktor Emanuel von Savoyen, Kronprinz von Italien (12.02.1937–03.02.2024) – (Sohn von König Umberto II.)

siehe auch: Grabstätten europäischer Monarchen

## Flugunfall 1949

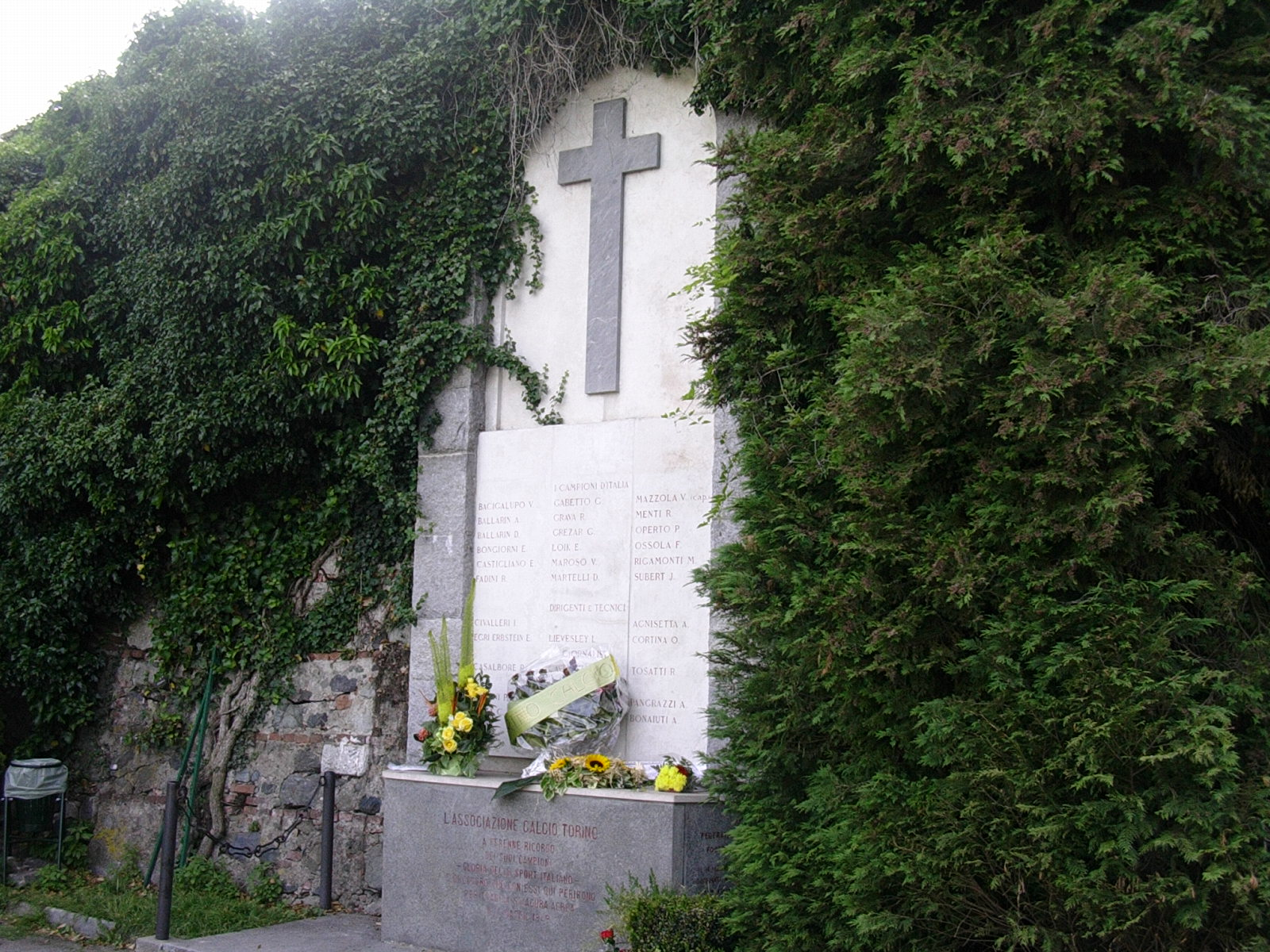
Der Gedenkstein für die Opfer des Unfalls

Am 4. Mai 1949 war die Basilika Schauplatz eines Flugunfalls, der als Tragödie von Superga in die Geschichte einging.
Bei dichtem Nebel wurde ein Flugzeug des Typs Fiat G.212 unterhalb der Kirche gegen den Hügel geflogen, wobei das angrenzende Klostergebäude beschädigt wurde. Alle 31 Insassen – zum großen Teil Spieler des Fußballvereins AC Turin – starben. Die Mannschaft, die sich auf dem Rückflug von einem Freundschaftsspiel gegen Benfica Lissabon befand, war als Grande Torino bekannt und dominierte den italienischen Fußball der 1940er Jahre. Neben 18 Spielern, darunter Valentino Mazzola, kamen drei Trainer, Offizielle, Journalisten, ein Dolmetscher sowie die gesamte Crew des Flugzeuges ums Leben. Der Grande Torino wurde nahezu vollständig ausgelöscht. Nur drei Spieler, Sauro Tomà, der wegen einer Verletzung nicht mitgeflogen war, der zweite Torwart Renato Gandolfi und der erkältete Luigi Giuliano, entgingen der Katastrophe. Den Flug hatten außerdem der ebenfalls erkältete Präsident der Granata Ferruccio Novo und der frühere Nationaltrainer Italiens (WM-Sieger 1934 und 1938) und damalige Sportjournalist Vittorio Pozzo verpasst, dem die Aufgabe der Leichenidentifizierung angetragen wurde. An den Unfallort wird mit einer Gedenktafel erinnert.

## Radsport
Im Radsport ist die Auffahrt zur Superga als Colle di Superga bekannt. Die 4,8 Kilometer lange Strada Comunale di Superga, die ihren Ausgangspunkt in Sassi hat, weist dabei eine durchschnittliche Steigung von 9,3 % auf, beinhaltet jedoch auch Abschnitte von bis zu 14 %. Der Anstieg diente in den Jahren 2012 bis 2021 (mit Ausnahme des Jahres 2020) als finaler Anstieg des Eintagesrennens Mailand–Turin, wobei sich das Ziel direkt vor der Basilika befand.
Im Jahr 1958 ging erstmals eine Etappe des Giro d’Italia vor der Basilika zu Ende, die der Spanier Federico Bahamontes für sich entschied. Nach längerer Abwesenheit führte die Italien-Rundfahrt im Jahr 2005 vom östlichen Pavarolo zur Superga, wobei die Etappe im Rahmen eines 34 Kilometer langen Einzelzeitfahrens ausgetragen wurde, das in Chieri gestartet wurde und in Turin zu Ende ging. An der Kreuzung der Via Superga und der Via dei Colli wurde mit dem Colle di Superga ein Bergwertung der 3. Kategorie abgenommen, die sich der Italiener Ivan Basso sicherte. Im Jahr 2022 stand die anspruchsvollere Ostauffahrt auf der 14. Etappe gleich zwei Mal auf dem Programm, wobei die Bora-hansgrohe Mannschaft um den Australier Jai Hindley das Finale bereits in der ersten Auffahrt rund 70 Kilometer vor dem Ziel eröffnete. Die Bergwertung der 2. Kategorie trug damals den Beinamen Bric del Duca.
Im Jahr 2024 wurde auf der 1. Etappe erneut die Ostauffahrt des Colle di Superga genutzt, die als Bergwertung der 3. Kategorie klassifiziert wurde. Sieger der Bergwertung war der Eritreer Amanuel Ghebreigzabhier.
| Jahr  | Etappe     | Bergwertung  | Fahrer                  | Auffahrt | Höchster Punkt              |
| ----- | ---------- | ------------ | ----------------------- | -------- | --------------------------- |
| 1958  | 4. Etappe  | -            | Federico Bahamontes     | West     | Basilika Superga            |
| 2005* | 18. Etappe | 3. Kategorie | Ivan Basso              | Ost      | Via Superga x Via dei Colli |
| 2022  | 14. Etappe | 2. Kategorie | Wilco Kelderman         | West     | Bric del Duca               |
| 2022  | 14. Etappe | 2. Kategorie | Richard Carapaz         | West     | Bric del Duca               |
| 2024  | 1. Etappe  | 3. Kategorie | Amanuel Ghebreigzabhier | Ost      | Via Superga x Via dei Colli |

* Einzelzeitfahren